# 聖佩德羅德帕爾科區
14°41′38″S 74°07′27″W / 14.69389°S 74.12417°W
聖佩德羅德帕爾科區（西班牙語：Distrito de San Pedro de Palco），是秘魯的一個區，位於該國中南部阿亞庫喬大區的盧卡納斯省，面積531.6平方公里，海拔高度2,702米，2005年人口1,551，人口密度每平方公里2.9人。